# Gernot Langes Stadion
Het Gernot Langes Stadion is een multifunctioneel stadion in Wattens, een plaats in Oostenrijk. Tot 2014 heette dit stadion het Alpenstadion. In het stadion is plaats voor 5.200 toeschouwers. Het stadion wordt vooral gebruikt voor voetbalwedstrijden, de voetbalclub WSG Tirol maakt gebruik van dit stadion. Het nationale voetbalelftal van Armenië speelde hier een keer een interland.

## Interlands
| Voetbalinterlands | Voetbalinterlands | Voetbalinterlands | Voetbalinterlands | Voetbalinterlands | Voetbalinterlands |
| №                 | Datum             | Wedstrijd         | Uitslag           | Competitie        | Toeschouwers      |
| ----------------- | ----------------- | ----------------- | ----------------- | ----------------- | ----------------- |
| 1                 | 29 mei 2018       | Armenië – Malta   | 1–1               | Vriendschappelijk | ?                 |